# Сянци
Сянци (кит. 象棋, пиньинь xiàngqí), китайские шахматы — китайская настольная игра, подобная западным шахматам, индийской чатуранге, японским сёги.
Вместе с игрой вэйци (го) сянци является самой известной китайской настольной игрой за пределами Китая. Сянци было включено во Всемирные интеллектуальные игры 2008 и 2012 годов.

## История

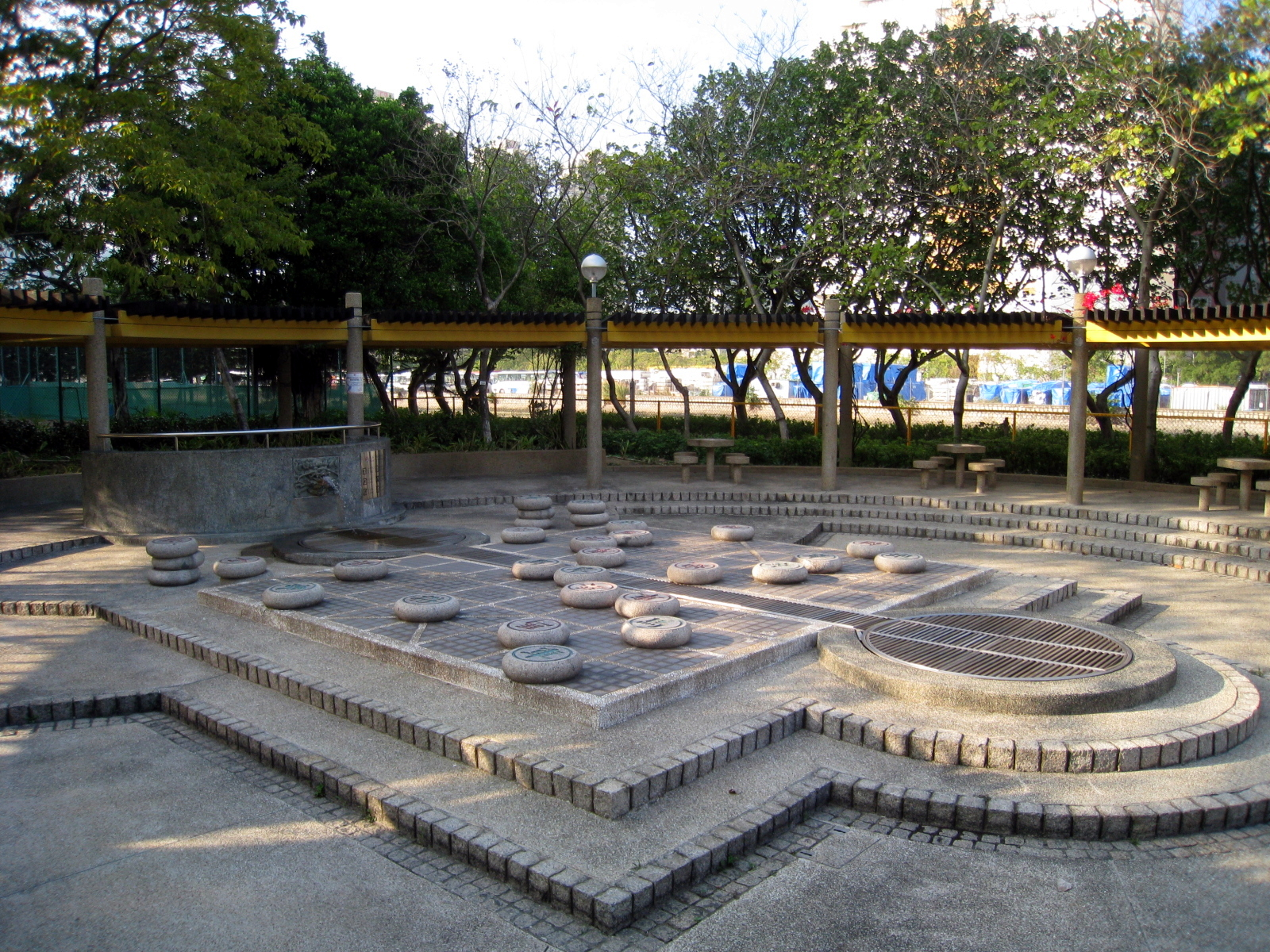
Каменные сянци в беседке для игры в сянци

Западные исследователи[кто?] обычно рассматривают сянци как одну из ветвей развития класса игр, корнем которого является чатуранга, появившаяся в Индии не позднее V—VI веков. Считается, что чатуранга — общий предок всех известных сейчас игр шахматного типа. Продвигаясь на запад, чатуранга породила арабский шатрандж, ставший предком современных классических шахмат. Распространяясь на восток и попав в Китай, чатуранга видоизменилась в соответствии с китайскими традициями и превратилась в сянци, которые, в свою очередь, стали основой для шахматоподобной игры сёги, распространённой поныне в Японии. В Корее древняя версия сянци была модифицирована и превратилась в игру чанги — она играется на практически аналогичной доске, тем же набором фигур, но имеет несколько отличающиеся правила.
Некоторые китайские исследователи категорически не согласны с теорией происхождения сянци от чатуранги. Опираясь на документы, самые старые из которых датируются эпохой Хань, они утверждают, что игра, ставшая предком сянци, появилась в древнем Китае не менее 2000 лет назад и первоначально называлась любо. В этой игре также передвигали по доске фишки, среди которых были пешки и полководец, имеющие различные правила хода, но для определения хода пользовались игральными костями, таким образом, внося в игру элемент случайности. Позже от костей отказались, получив игру гэу или сайчжан. Считается[кем?], что правила этой игры установил сам император Хань У-ди.
Некоторые исследователи полагают, что игры шахматного типа зародились отдельно в Индии, Китае и Японии, и в дальнейшем подверглись взаимному влиянию.
В эпоху Тан правила игры были видоизменены, а разнообразие фигур увеличено, что и привело к появлению правил сянци, близких к современным. Вполне определённо доказано[где?], что в VIII веке в Китае сянци существовали, в них играли двое игроков, кости уже не использовались, а набор фигур соответствовал набору фигур чатуранги — военачальник (король), конь, слон, колесница (ладья) и воины (пешки). Ходы фигур также очень похожи (с учётом разницы в постановке фигур на доску — в шахматах фигуры ставятся на поля, в сянци — на пересечения линий). Сложно представить[кому?], что такое сходство возникло случайно, более вероятным представляется[кому?], что чатуранга, если и не была «родителем» сянци, то, во всяком случае, испытала сильное влияние той древнекитайской игры, от которой сянци произошли. Название игры, по одной из версий[какой?], происходит от выражения «фигурки из слоновой кости» — именно из неё делали игровые фигуры, причём, в отличие от современных, достаточно простых, с иероглифическими надписями, в древности нередко применялись фигуры художественной работы, изображающие соответствующих персонажей — коней, слонов, колесницы, генеральскую палатку.
Документы, особенно наиболее древние[какие?], далеко не всегда можно трактовать однозначно, так что вопрос о происхождении сянци вряд ли можно считать решённым окончательно.
Знаменита древняя партия X века, в которой даосский отшельник Чэнь Туань выиграл у императора .
В Европе с игрой сянци впервые познакомила обывателей гравюра Джона Инграма по рисунку Франсуа Буше «Игра в китайские шахматы», дважды изданная в Париже между 1741 и 1763 годами (фигуры на ней не являются фигурами сянци, с которыми автор, видимо, был незнаком).
Одним из сильнейших игроков начала XX века был Се Сясюнь (1888—1987). Се Сясюнь работал на популяризацию сянци в мире, написал первую англоязычную книгу о сянци. В конце жизни он стал вице-президентом Китайской ассоциации сянци.
Сильнейшим игроком в сянци в XX веке был Ху Жунхуа, становившийся чемпионом Китая по сянци 14 раз. Один из сильнейших игроков в сянци в XXI веке — 5-кратный чемпион Китая Люй Цинь.

## Правила

### Доска

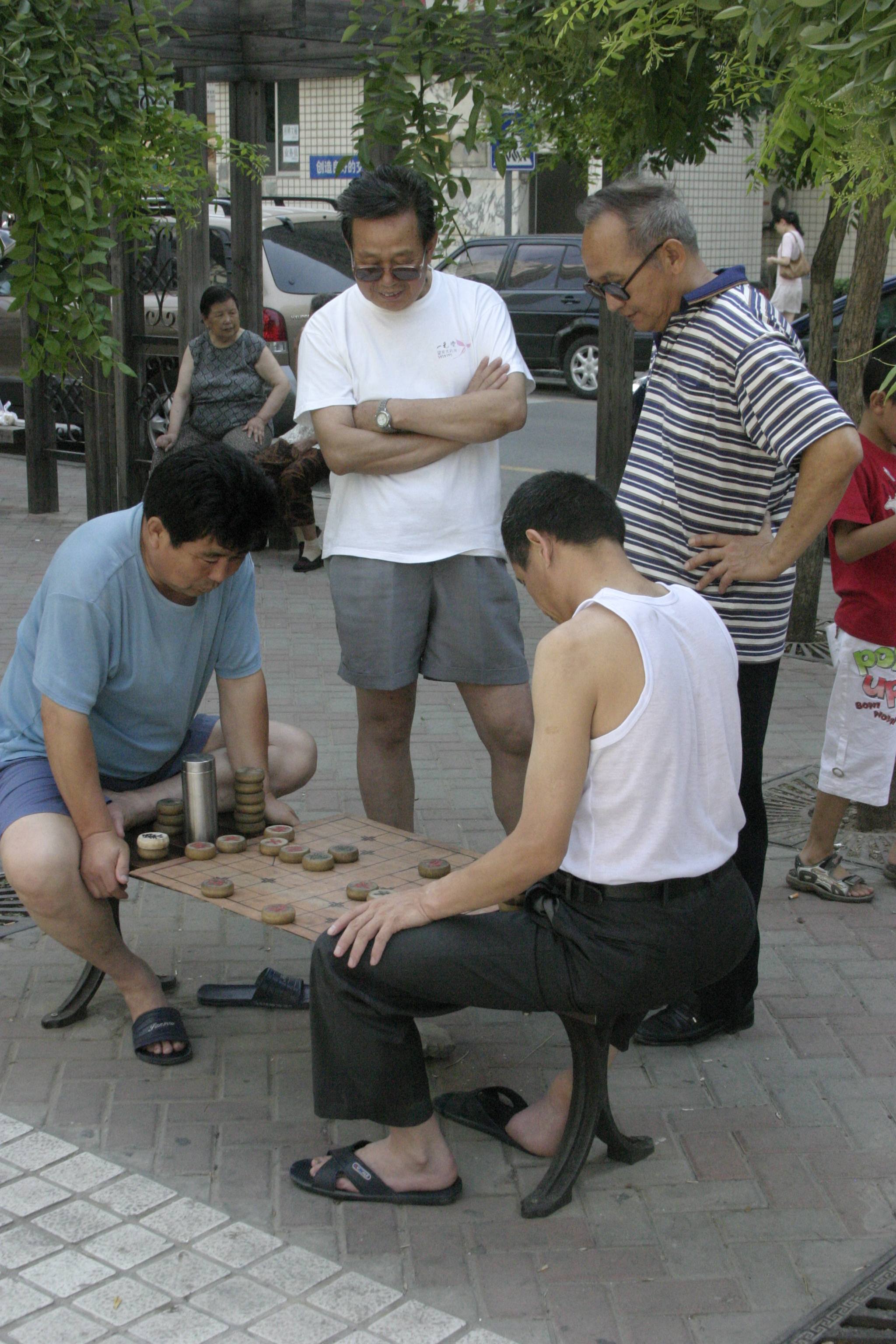
Игроки в Сянци в Пекине

В сянци играют на прямоугольной доске, расчерченной линиями по вертикали и горизонтали. Размер доски — 9×10 линий, причём, как и в го, фигуры ставятся в пересечения линий, а не на клетки. Между двумя центральными горизонталями находится река (кит. 河, хэ), которая влияет на движение воинов и слонов (см. ниже)
Квадраты 3×3, отмеченные двумя диагональными линиями, называются дворцы. Их не могут покидать генералы и советники.
Начальное расположение фигур изображено на диаграмме.

### Фигуры
Оба игрока получают одинаковый набор фигур шашечной формы, которые традиционно представляют собой деревянные фишки с китайскими иероглифами. Изображение идентичных фигур для разных сторон отличается. Традиционно одна сторона имеет красные фигуры (реже белые), а другая чёрные (которые также могут изображаться синим или зелёным цветом). В разных регионах существуют разные конвенции о том, кто делает первый ход, но в большинстве современных турниров первыми ходят красные.

#### Король (Генерал)

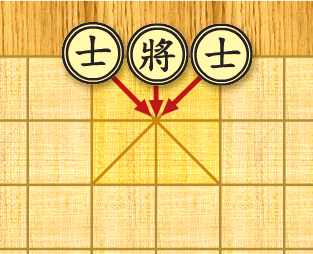
Ходы короля и советников

Обозначается кит. трад. 將, упр. 将, пиньинь jiàng, «цзян», то есть «генерал» за чёрных и кит. трад. 帥, упр. 帅, пиньинь shuài, «шуай», то есть «маршал» за красных.
Эта фигура аналогична шахматному королю или королю сёги, то есть её потеря означает проигрыш партии.
Король может ходить только в пределах своего дворца (3×3) на один пункт по горизонтали или вертикали, но не по диагонали. Короли не могут «смотреть» друг на друга (стоять на одной вертикали так, что между ними нет фигур); ходы, создающие такую ситуацию, запрещены.

#### Советник
Обозначается кит. 士, пиньинь shì, «ши» — «чиновник, воин, учёный» за чёрных и кит. 仕, пиньинь shì, также «ши» — «учёный, чиновник» за красных.
Может перемещаться в пределах крепости (дворца) только по диагонали, то есть он ограничен пятью точками крепости.

#### Слон
Обозначается кит. 象, пиньинь xiàng, «сян» — «слон» за чёрных и кит. 相, пиньинь xiàng, «сян» — «министр» за красных.
Ходит по диагонали на две точки. Не может перепрыгивать фигуры. Не может пересекать реку.

#### Пушка
Обозначение кит. 砲, пиньинь pào, «пао» — «катапульта» (ключ «камень») чёрных и кит. 炮, пиньинь pào «пао» — «пушка» (ключ «огонь») красных.
Ходит, как шахматная ладья. Захватывает фигуры противника только если между ней и атакуемой фигурой есть ровно одна фигура, называемая экраном (или «лафетом»).

#### Ладья
Обозначается кит. трад. 車, упр. 车, пиньинь chē, «чэ» за чёрных и кит. трад. 俥 (車), упр. 车 (伡), пиньинь chē, «чэ» за красных.
Ходит, как шахматная ладья: на любое число свободных пунктов по вертикали или горизонтали.

#### Конь
Обозначения: кит. трад. 馬, упр. 马, пиньинь mǎ, «ма» у чёрных и кит. трад. 傌, упр. 㐷, пиньинь mà, «ма» у красных.

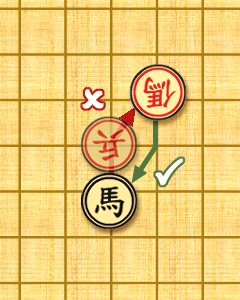
Красный конь может взять чёрного коня, а чёрный красного нет, потому что ему мешает другая фигура

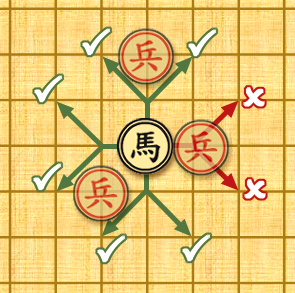
По зелёным стрелкам перемещаться можно, а по красным нельзя, так как при этом одна из фигур мешает движению

Ходит на одну точку по вертикали или горизонтали, и далее (в том же ходе) на точку по диагонали. В отличие от шахматного коня, конь сянци не «перепрыгивает» через фигуры, а перемещается в плоскости доски: сначала по горизонтали или вертикали, а затем по диагонали. Если в промежуточной точке хода коня есть любая фигура, она этот ход блокирует (см. диаграммы).

#### Пешка
Обозначается кит. 卒 , пиньинь zú, «цзу» за чёрных и кит. 兵, пиньинь bīng, «бин» за красных.
Ходит на одну точку вперёд. На территории противника (за рекой) обладает дополнительной способностью ходить вбок, также на одну точку. Достигнув последней линии, ходит только вбок.

### Завершение партии
Шах — это нападение на короля любой фигурой. Игрок, королю которого дали шах, обязан в ответ защититься от шаха. Любые другие ходы ему запрещены. Если же защиты от шаха нет, это мат и проигрыш.
Для защиты от шаха можно, как и в классических шахматах, либо уйти королём в пункт, не находящийся под атакой, либо побить атакующую фигуру, либо блокировать её атаку. В последнем варианте есть две возможности, отсутствующие в шахматах:
- Блокирование шаха от коня. Поскольку конь не перепрыгивает через занятые пункты, пешка или фигура, поставленная на соседнее с конём поле, на его пути к генералу, защищает от шаха.
- От шаха пушкой можно защититься, удалив её лафет или введя между пушкой и генералом ещё одну фигуру (так как через две фигуры пушка не атакует).

Проигрышем также является пат — отсутствие у игрока легальных ходов.

## Компьютерные сянци
Вычислительная сложность сянци примерно равна обычным шахматам, но меньше, чем сложность сёги, чанги и го. В 2006 году компьютер китайской компании Inspur выиграл матч против пятерых ведущих профессиональных игроков из Китая: три партии закончились победой компьютера, пять ничьей, и только две были проиграны. Тайваньская ассоциация китайских шахмат квалифицировала в 2007 году компьютерные программы ELP и ShiGa на уровне 6-го дана.

## Нотация
Записи партий в сянци называются ципу. Существуют китайская и западная системы нотации.

## Организация
|    | A | B | C | D | E | F | G | H | I |    |
| 10 | A10 чёрная ладья · B10 чёрный конь · C10 чёрный слон · D10 чёрный советник · E10 чёрный король · F10 чёрный советник · G10 чёрный слон · H10 чёрный конь · I10 чёрная ладья · B8 чёрная пушка · H8 чёрная пушка · A7 чёрная пешка · C7 чёрная пешка · E7 чёрная пешка · G7 чёрная пешка · I7 чёрная пешка · A4 белая пешка · C4 белая пешка · E4 белая пешка · G4 белая пешка · I4 белая пешка · B3 белая пушка · H3 белая пушка · A1 белая ладья · B1 белый конь · C1 белый слон · D1 белый советник · E1 белый король · F1 белый советник · G1 белый слон · H1 белый конь · I1 белая ладья | A10 чёрная ладья · B10 чёрный конь · C10 чёрный слон · D10 чёрный советник · E10 чёрный король · F10 чёрный советник · G10 чёрный слон · H10 чёрный конь · I10 чёрная ладья · B8 чёрная пушка · H8 чёрная пушка · A7 чёрная пешка · C7 чёрная пешка · E7 чёрная пешка · G7 чёрная пешка · I7 чёрная пешка · A4 белая пешка · C4 белая пешка · E4 белая пешка · G4 белая пешка · I4 белая пешка · B3 белая пушка · H3 белая пушка · A1 белая ладья · B1 белый конь · C1 белый слон · D1 белый советник · E1 белый король · F1 белый советник · G1 белый слон · H1 белый конь · I1 белая ладья | A10 чёрная ладья · B10 чёрный конь · C10 чёрный слон · D10 чёрный советник · E10 чёрный король · F10 чёрный советник · G10 чёрный слон · H10 чёрный конь · I10 чёрная ладья · B8 чёрная пушка · H8 чёрная пушка · A7 чёрная пешка · C7 чёрная пешка · E7 чёрная пешка · G7 чёрная пешка · I7 чёрная пешка · A4 белая пешка · C4 белая пешка · E4 белая пешка · G4 белая пешка · I4 белая пешка · B3 белая пушка · H3 белая пушка · A1 белая ладья · B1 белый конь · C1 белый слон · D1 белый советник · E1 белый король · F1 белый советник · G1 белый слон · H1 белый конь · I1 белая ладья | A10 чёрная ладья · B10 чёрный конь · C10 чёрный слон · D10 чёрный советник · E10 чёрный король · F10 чёрный советник · G10 чёрный слон · H10 чёрный конь · I10 чёрная ладья · B8 чёрная пушка · H8 чёрная пушка · A7 чёрная пешка · C7 чёрная пешка · E7 чёрная пешка · G7 чёрная пешка · I7 чёрная пешка · A4 белая пешка · C4 белая пешка · E4 белая пешка · G4 белая пешка · I4 белая пешка · B3 белая пушка · H3 белая пушка · A1 белая ладья · B1 белый конь · C1 белый слон · D1 белый советник · E1 белый король · F1 белый советник · G1 белый слон · H1 белый конь · I1 белая ладья | A10 чёрная ладья · B10 чёрный конь · C10 чёрный слон · D10 чёрный советник · E10 чёрный король · F10 чёрный советник · G10 чёрный слон · H10 чёрный конь · I10 чёрная ладья · B8 чёрная пушка · H8 чёрная пушка · A7 чёрная пешка · C7 чёрная пешка · E7 чёрная пешка · G7 чёрная пешка · I7 чёрная пешка · A4 белая пешка · C4 белая пешка · E4 белая пешка · G4 белая пешка · I4 белая пешка · B3 белая пушка · H3 белая пушка · A1 белая ладья · B1 белый конь · C1 белый слон · D1 белый советник · E1 белый король · F1 белый советник · G1 белый слон · H1 белый конь · I1 белая ладья | A10 чёрная ладья · B10 чёрный конь · C10 чёрный слон · D10 чёрный советник · E10 чёрный король · F10 чёрный советник · G10 чёрный слон · H10 чёрный конь · I10 чёрная ладья · B8 чёрная пушка · H8 чёрная пушка · A7 чёрная пешка · C7 чёрная пешка · E7 чёрная пешка · G7 чёрная пешка · I7 чёрная пешка · A4 белая пешка · C4 белая пешка · E4 белая пешка · G4 белая пешка · I4 белая пешка · B3 белая пушка · H3 белая пушка · A1 белая ладья · B1 белый конь · C1 белый слон · D1 белый советник · E1 белый король · F1 белый советник · G1 белый слон · H1 белый конь · I1 белая ладья | A10 чёрная ладья · B10 чёрный конь · C10 чёрный слон · D10 чёрный советник · E10 чёрный король · F10 чёрный советник · G10 чёрный слон · H10 чёрный конь · I10 чёрная ладья · B8 чёрная пушка · H8 чёрная пушка · A7 чёрная пешка · C7 чёрная пешка · E7 чёрная пешка · G7 чёрная пешка · I7 чёрная пешка · A4 белая пешка · C4 белая пешка · E4 белая пешка · G4 белая пешка · I4 белая пешка · B3 белая пушка · H3 белая пушка · A1 белая ладья · B1 белый конь · C1 белый слон · D1 белый советник · E1 белый король · F1 белый советник · G1 белый слон · H1 белый конь · I1 белая ладья | A10 чёрная ладья · B10 чёрный конь · C10 чёрный слон · D10 чёрный советник · E10 чёрный король · F10 чёрный советник · G10 чёрный слон · H10 чёрный конь · I10 чёрная ладья · B8 чёрная пушка · H8 чёрная пушка · A7 чёрная пешка · C7 чёрная пешка · E7 чёрная пешка · G7 чёрная пешка · I7 чёрная пешка · A4 белая пешка · C4 белая пешка · E4 белая пешка · G4 белая пешка · I4 белая пешка · B3 белая пушка · H3 белая пушка · A1 белая ладья · B1 белый конь · C1 белый слон · D1 белый советник · E1 белый король · F1 белый советник · G1 белый слон · H1 белый конь · I1 белая ладья | A10 чёрная ладья · B10 чёрный конь · C10 чёрный слон · D10 чёрный советник · E10 чёрный король · F10 чёрный советник · G10 чёрный слон · H10 чёрный конь · I10 чёрная ладья · B8 чёрная пушка · H8 чёрная пушка · A7 чёрная пешка · C7 чёрная пешка · E7 чёрная пешка · G7 чёрная пешка · I7 чёрная пешка · A4 белая пешка · C4 белая пешка · E4 белая пешка · G4 белая пешка · I4 белая пешка · B3 белая пушка · H3 белая пушка · A1 белая ладья · B1 белый конь · C1 белый слон · D1 белый советник · E1 белый король · F1 белый советник · G1 белый слон · H1 белый конь · I1 белая ладья | 10 |
| 9  | A10 чёрная ладья · B10 чёрный конь · C10 чёрный слон · D10 чёрный советник · E10 чёрный король · F10 чёрный советник · G10 чёрный слон · H10 чёрный конь · I10 чёрная ладья · B8 чёрная пушка · H8 чёрная пушка · A7 чёрная пешка · C7 чёрная пешка · E7 чёрная пешка · G7 чёрная пешка · I7 чёрная пешка · A4 белая пешка · C4 белая пешка · E4 белая пешка · G4 белая пешка · I4 белая пешка · B3 белая пушка · H3 белая пушка · A1 белая ладья · B1 белый конь · C1 белый слон · D1 белый советник · E1 белый король · F1 белый советник · G1 белый слон · H1 белый конь · I1 белая ладья | A10 чёрная ладья · B10 чёрный конь · C10 чёрный слон · D10 чёрный советник · E10 чёрный король · F10 чёрный советник · G10 чёрный слон · H10 чёрный конь · I10 чёрная ладья · B8 чёрная пушка · H8 чёрная пушка · A7 чёрная пешка · C7 чёрная пешка · E7 чёрная пешка · G7 чёрная пешка · I7 чёрная пешка · A4 белая пешка · C4 белая пешка · E4 белая пешка · G4 белая пешка · I4 белая пешка · B3 белая пушка · H3 белая пушка · A1 белая ладья · B1 белый конь · C1 белый слон · D1 белый советник · E1 белый король · F1 белый советник · G1 белый слон · H1 белый конь · I1 белая ладья | A10 чёрная ладья · B10 чёрный конь · C10 чёрный слон · D10 чёрный советник · E10 чёрный король · F10 чёрный советник · G10 чёрный слон · H10 чёрный конь · I10 чёрная ладья · B8 чёрная пушка · H8 чёрная пушка · A7 чёрная пешка · C7 чёрная пешка · E7 чёрная пешка · G7 чёрная пешка · I7 чёрная пешка · A4 белая пешка · C4 белая пешка · E4 белая пешка · G4 белая пешка · I4 белая пешка · B3 белая пушка · H3 белая пушка · A1 белая ладья · B1 белый конь · C1 белый слон · D1 белый советник · E1 белый король · F1 белый советник · G1 белый слон · H1 белый конь · I1 белая ладья | A10 чёрная ладья · B10 чёрный конь · C10 чёрный слон · D10 чёрный советник · E10 чёрный король · F10 чёрный советник · G10 чёрный слон · H10 чёрный конь · I10 чёрная ладья · B8 чёрная пушка · H8 чёрная пушка · A7 чёрная пешка · C7 чёрная пешка · E7 чёрная пешка · G7 чёрная пешка · I7 чёрная пешка · A4 белая пешка · C4 белая пешка · E4 белая пешка · G4 белая пешка · I4 белая пешка · B3 белая пушка · H3 белая пушка · A1 белая ладья · B1 белый конь · C1 белый слон · D1 белый советник · E1 белый король · F1 белый советник · G1 белый слон · H1 белый конь · I1 белая ладья | A10 чёрная ладья · B10 чёрный конь · C10 чёрный слон · D10 чёрный советник · E10 чёрный король · F10 чёрный советник · G10 чёрный слон · H10 чёрный конь · I10 чёрная ладья · B8 чёрная пушка · H8 чёрная пушка · A7 чёрная пешка · C7 чёрная пешка · E7 чёрная пешка · G7 чёрная пешка · I7 чёрная пешка · A4 белая пешка · C4 белая пешка · E4 белая пешка · G4 белая пешка · I4 белая пешка · B3 белая пушка · H3 белая пушка · A1 белая ладья · B1 белый конь · C1 белый слон · D1 белый советник · E1 белый король · F1 белый советник · G1 белый слон · H1 белый конь · I1 белая ладья | A10 чёрная ладья · B10 чёрный конь · C10 чёрный слон · D10 чёрный советник · E10 чёрный король · F10 чёрный советник · G10 чёрный слон · H10 чёрный конь · I10 чёрная ладья · B8 чёрная пушка · H8 чёрная пушка · A7 чёрная пешка · C7 чёрная пешка · E7 чёрная пешка · G7 чёрная пешка · I7 чёрная пешка · A4 белая пешка · C4 белая пешка · E4 белая пешка · G4 белая пешка · I4 белая пешка · B3 белая пушка · H3 белая пушка · A1 белая ладья · B1 белый конь · C1 белый слон · D1 белый советник · E1 белый король · F1 белый советник · G1 белый слон · H1 белый конь · I1 белая ладья | A10 чёрная ладья · B10 чёрный конь · C10 чёрный слон · D10 чёрный советник · E10 чёрный король · F10 чёрный советник · G10 чёрный слон · H10 чёрный конь · I10 чёрная ладья · B8 чёрная пушка · H8 чёрная пушка · A7 чёрная пешка · C7 чёрная пешка · E7 чёрная пешка · G7 чёрная пешка · I7 чёрная пешка · A4 белая пешка · C4 белая пешка · E4 белая пешка · G4 белая пешка · I4 белая пешка · B3 белая пушка · H3 белая пушка · A1 белая ладья · B1 белый конь · C1 белый слон · D1 белый советник · E1 белый король · F1 белый советник · G1 белый слон · H1 белый конь · I1 белая ладья | A10 чёрная ладья · B10 чёрный конь · C10 чёрный слон · D10 чёрный советник · E10 чёрный король · F10 чёрный советник · G10 чёрный слон · H10 чёрный конь · I10 чёрная ладья · B8 чёрная пушка · H8 чёрная пушка · A7 чёрная пешка · C7 чёрная пешка · E7 чёрная пешка · G7 чёрная пешка · I7 чёрная пешка · A4 белая пешка · C4 белая пешка · E4 белая пешка · G4 белая пешка · I4 белая пешка · B3 белая пушка · H3 белая пушка · A1 белая ладья · B1 белый конь · C1 белый слон · D1 белый советник · E1 белый король · F1 белый советник · G1 белый слон · H1 белый конь · I1 белая ладья | A10 чёрная ладья · B10 чёрный конь · C10 чёрный слон · D10 чёрный советник · E10 чёрный король · F10 чёрный советник · G10 чёрный слон · H10 чёрный конь · I10 чёрная ладья · B8 чёрная пушка · H8 чёрная пушка · A7 чёрная пешка · C7 чёрная пешка · E7 чёрная пешка · G7 чёрная пешка · I7 чёрная пешка · A4 белая пешка · C4 белая пешка · E4 белая пешка · G4 белая пешка · I4 белая пешка · B3 белая пушка · H3 белая пушка · A1 белая ладья · B1 белый конь · C1 белый слон · D1 белый советник · E1 белый король · F1 белый советник · G1 белый слон · H1 белый конь · I1 белая ладья | 9  |
| 8  | A10 чёрная ладья · B10 чёрный конь · C10 чёрный слон · D10 чёрный советник · E10 чёрный король · F10 чёрный советник · G10 чёрный слон · H10 чёрный конь · I10 чёрная ладья · B8 чёрная пушка · H8 чёрная пушка · A7 чёрная пешка · C7 чёрная пешка · E7 чёрная пешка · G7 чёрная пешка · I7 чёрная пешка · A4 белая пешка · C4 белая пешка · E4 белая пешка · G4 белая пешка · I4 белая пешка · B3 белая пушка · H3 белая пушка · A1 белая ладья · B1 белый конь · C1 белый слон · D1 белый советник · E1 белый король · F1 белый советник · G1 белый слон · H1 белый конь · I1 белая ладья | A10 чёрная ладья · B10 чёрный конь · C10 чёрный слон · D10 чёрный советник · E10 чёрный король · F10 чёрный советник · G10 чёрный слон · H10 чёрный конь · I10 чёрная ладья · B8 чёрная пушка · H8 чёрная пушка · A7 чёрная пешка · C7 чёрная пешка · E7 чёрная пешка · G7 чёрная пешка · I7 чёрная пешка · A4 белая пешка · C4 белая пешка · E4 белая пешка · G4 белая пешка · I4 белая пешка · B3 белая пушка · H3 белая пушка · A1 белая ладья · B1 белый конь · C1 белый слон · D1 белый советник · E1 белый король · F1 белый советник · G1 белый слон · H1 белый конь · I1 белая ладья | A10 чёрная ладья · B10 чёрный конь · C10 чёрный слон · D10 чёрный советник · E10 чёрный король · F10 чёрный советник · G10 чёрный слон · H10 чёрный конь · I10 чёрная ладья · B8 чёрная пушка · H8 чёрная пушка · A7 чёрная пешка · C7 чёрная пешка · E7 чёрная пешка · G7 чёрная пешка · I7 чёрная пешка · A4 белая пешка · C4 белая пешка · E4 белая пешка · G4 белая пешка · I4 белая пешка · B3 белая пушка · H3 белая пушка · A1 белая ладья · B1 белый конь · C1 белый слон · D1 белый советник · E1 белый король · F1 белый советник · G1 белый слон · H1 белый конь · I1 белая ладья | A10 чёрная ладья · B10 чёрный конь · C10 чёрный слон · D10 чёрный советник · E10 чёрный король · F10 чёрный советник · G10 чёрный слон · H10 чёрный конь · I10 чёрная ладья · B8 чёрная пушка · H8 чёрная пушка · A7 чёрная пешка · C7 чёрная пешка · E7 чёрная пешка · G7 чёрная пешка · I7 чёрная пешка · A4 белая пешка · C4 белая пешка · E4 белая пешка · G4 белая пешка · I4 белая пешка · B3 белая пушка · H3 белая пушка · A1 белая ладья · B1 белый конь · C1 белый слон · D1 белый советник · E1 белый король · F1 белый советник · G1 белый слон · H1 белый конь · I1 белая ладья | A10 чёрная ладья · B10 чёрный конь · C10 чёрный слон · D10 чёрный советник · E10 чёрный король · F10 чёрный советник · G10 чёрный слон · H10 чёрный конь · I10 чёрная ладья · B8 чёрная пушка · H8 чёрная пушка · A7 чёрная пешка · C7 чёрная пешка · E7 чёрная пешка · G7 чёрная пешка · I7 чёрная пешка · A4 белая пешка · C4 белая пешка · E4 белая пешка · G4 белая пешка · I4 белая пешка · B3 белая пушка · H3 белая пушка · A1 белая ладья · B1 белый конь · C1 белый слон · D1 белый советник · E1 белый король · F1 белый советник · G1 белый слон · H1 белый конь · I1 белая ладья | A10 чёрная ладья · B10 чёрный конь · C10 чёрный слон · D10 чёрный советник · E10 чёрный король · F10 чёрный советник · G10 чёрный слон · H10 чёрный конь · I10 чёрная ладья · B8 чёрная пушка · H8 чёрная пушка · A7 чёрная пешка · C7 чёрная пешка · E7 чёрная пешка · G7 чёрная пешка · I7 чёрная пешка · A4 белая пешка · C4 белая пешка · E4 белая пешка · G4 белая пешка · I4 белая пешка · B3 белая пушка · H3 белая пушка · A1 белая ладья · B1 белый конь · C1 белый слон · D1 белый советник · E1 белый король · F1 белый советник · G1 белый слон · H1 белый конь · I1 белая ладья | A10 чёрная ладья · B10 чёрный конь · C10 чёрный слон · D10 чёрный советник · E10 чёрный король · F10 чёрный советник · G10 чёрный слон · H10 чёрный конь · I10 чёрная ладья · B8 чёрная пушка · H8 чёрная пушка · A7 чёрная пешка · C7 чёрная пешка · E7 чёрная пешка · G7 чёрная пешка · I7 чёрная пешка · A4 белая пешка · C4 белая пешка · E4 белая пешка · G4 белая пешка · I4 белая пешка · B3 белая пушка · H3 белая пушка · A1 белая ладья · B1 белый конь · C1 белый слон · D1 белый советник · E1 белый король · F1 белый советник · G1 белый слон · H1 белый конь · I1 белая ладья | A10 чёрная ладья · B10 чёрный конь · C10 чёрный слон · D10 чёрный советник · E10 чёрный король · F10 чёрный советник · G10 чёрный слон · H10 чёрный конь · I10 чёрная ладья · B8 чёрная пушка · H8 чёрная пушка · A7 чёрная пешка · C7 чёрная пешка · E7 чёрная пешка · G7 чёрная пешка · I7 чёрная пешка · A4 белая пешка · C4 белая пешка · E4 белая пешка · G4 белая пешка · I4 белая пешка · B3 белая пушка · H3 белая пушка · A1 белая ладья · B1 белый конь · C1 белый слон · D1 белый советник · E1 белый король · F1 белый советник · G1 белый слон · H1 белый конь · I1 белая ладья | A10 чёрная ладья · B10 чёрный конь · C10 чёрный слон · D10 чёрный советник · E10 чёрный король · F10 чёрный советник · G10 чёрный слон · H10 чёрный конь · I10 чёрная ладья · B8 чёрная пушка · H8 чёрная пушка · A7 чёрная пешка · C7 чёрная пешка · E7 чёрная пешка · G7 чёрная пешка · I7 чёрная пешка · A4 белая пешка · C4 белая пешка · E4 белая пешка · G4 белая пешка · I4 белая пешка · B3 белая пушка · H3 белая пушка · A1 белая ладья · B1 белый конь · C1 белый слон · D1 белый советник · E1 белый король · F1 белый советник · G1 белый слон · H1 белый конь · I1 белая ладья | 8  |
| 7  | A10 чёрная ладья · B10 чёрный конь · C10 чёрный слон · D10 чёрный советник · E10 чёрный король · F10 чёрный советник · G10 чёрный слон · H10 чёрный конь · I10 чёрная ладья · B8 чёрная пушка · H8 чёрная пушка · A7 чёрная пешка · C7 чёрная пешка · E7 чёрная пешка · G7 чёрная пешка · I7 чёрная пешка · A4 белая пешка · C4 белая пешка · E4 белая пешка · G4 белая пешка · I4 белая пешка · B3 белая пушка · H3 белая пушка · A1 белая ладья · B1 белый конь · C1 белый слон · D1 белый советник · E1 белый король · F1 белый советник · G1 белый слон · H1 белый конь · I1 белая ладья | A10 чёрная ладья · B10 чёрный конь · C10 чёрный слон · D10 чёрный советник · E10 чёрный король · F10 чёрный советник · G10 чёрный слон · H10 чёрный конь · I10 чёрная ладья · B8 чёрная пушка · H8 чёрная пушка · A7 чёрная пешка · C7 чёрная пешка · E7 чёрная пешка · G7 чёрная пешка · I7 чёрная пешка · A4 белая пешка · C4 белая пешка · E4 белая пешка · G4 белая пешка · I4 белая пешка · B3 белая пушка · H3 белая пушка · A1 белая ладья · B1 белый конь · C1 белый слон · D1 белый советник · E1 белый король · F1 белый советник · G1 белый слон · H1 белый конь · I1 белая ладья | A10 чёрная ладья · B10 чёрный конь · C10 чёрный слон · D10 чёрный советник · E10 чёрный король · F10 чёрный советник · G10 чёрный слон · H10 чёрный конь · I10 чёрная ладья · B8 чёрная пушка · H8 чёрная пушка · A7 чёрная пешка · C7 чёрная пешка · E7 чёрная пешка · G7 чёрная пешка · I7 чёрная пешка · A4 белая пешка · C4 белая пешка · E4 белая пешка · G4 белая пешка · I4 белая пешка · B3 белая пушка · H3 белая пушка · A1 белая ладья · B1 белый конь · C1 белый слон · D1 белый советник · E1 белый король · F1 белый советник · G1 белый слон · H1 белый конь · I1 белая ладья | A10 чёрная ладья · B10 чёрный конь · C10 чёрный слон · D10 чёрный советник · E10 чёрный король · F10 чёрный советник · G10 чёрный слон · H10 чёрный конь · I10 чёрная ладья · B8 чёрная пушка · H8 чёрная пушка · A7 чёрная пешка · C7 чёрная пешка · E7 чёрная пешка · G7 чёрная пешка · I7 чёрная пешка · A4 белая пешка · C4 белая пешка · E4 белая пешка · G4 белая пешка · I4 белая пешка · B3 белая пушка · H3 белая пушка · A1 белая ладья · B1 белый конь · C1 белый слон · D1 белый советник · E1 белый король · F1 белый советник · G1 белый слон · H1 белый конь · I1 белая ладья | A10 чёрная ладья · B10 чёрный конь · C10 чёрный слон · D10 чёрный советник · E10 чёрный король · F10 чёрный советник · G10 чёрный слон · H10 чёрный конь · I10 чёрная ладья · B8 чёрная пушка · H8 чёрная пушка · A7 чёрная пешка · C7 чёрная пешка · E7 чёрная пешка · G7 чёрная пешка · I7 чёрная пешка · A4 белая пешка · C4 белая пешка · E4 белая пешка · G4 белая пешка · I4 белая пешка · B3 белая пушка · H3 белая пушка · A1 белая ладья · B1 белый конь · C1 белый слон · D1 белый советник · E1 белый король · F1 белый советник · G1 белый слон · H1 белый конь · I1 белая ладья | A10 чёрная ладья · B10 чёрный конь · C10 чёрный слон · D10 чёрный советник · E10 чёрный король · F10 чёрный советник · G10 чёрный слон · H10 чёрный конь · I10 чёрная ладья · B8 чёрная пушка · H8 чёрная пушка · A7 чёрная пешка · C7 чёрная пешка · E7 чёрная пешка · G7 чёрная пешка · I7 чёрная пешка · A4 белая пешка · C4 белая пешка · E4 белая пешка · G4 белая пешка · I4 белая пешка · B3 белая пушка · H3 белая пушка · A1 белая ладья · B1 белый конь · C1 белый слон · D1 белый советник · E1 белый король · F1 белый советник · G1 белый слон · H1 белый конь · I1 белая ладья | A10 чёрная ладья · B10 чёрный конь · C10 чёрный слон · D10 чёрный советник · E10 чёрный король · F10 чёрный советник · G10 чёрный слон · H10 чёрный конь · I10 чёрная ладья · B8 чёрная пушка · H8 чёрная пушка · A7 чёрная пешка · C7 чёрная пешка · E7 чёрная пешка · G7 чёрная пешка · I7 чёрная пешка · A4 белая пешка · C4 белая пешка · E4 белая пешка · G4 белая пешка · I4 белая пешка · B3 белая пушка · H3 белая пушка · A1 белая ладья · B1 белый конь · C1 белый слон · D1 белый советник · E1 белый король · F1 белый советник · G1 белый слон · H1 белый конь · I1 белая ладья | A10 чёрная ладья · B10 чёрный конь · C10 чёрный слон · D10 чёрный советник · E10 чёрный король · F10 чёрный советник · G10 чёрный слон · H10 чёрный конь · I10 чёрная ладья · B8 чёрная пушка · H8 чёрная пушка · A7 чёрная пешка · C7 чёрная пешка · E7 чёрная пешка · G7 чёрная пешка · I7 чёрная пешка · A4 белая пешка · C4 белая пешка · E4 белая пешка · G4 белая пешка · I4 белая пешка · B3 белая пушка · H3 белая пушка · A1 белая ладья · B1 белый конь · C1 белый слон · D1 белый советник · E1 белый король · F1 белый советник · G1 белый слон · H1 белый конь · I1 белая ладья | A10 чёрная ладья · B10 чёрный конь · C10 чёрный слон · D10 чёрный советник · E10 чёрный король · F10 чёрный советник · G10 чёрный слон · H10 чёрный конь · I10 чёрная ладья · B8 чёрная пушка · H8 чёрная пушка · A7 чёрная пешка · C7 чёрная пешка · E7 чёрная пешка · G7 чёрная пешка · I7 чёрная пешка · A4 белая пешка · C4 белая пешка · E4 белая пешка · G4 белая пешка · I4 белая пешка · B3 белая пушка · H3 белая пушка · A1 белая ладья · B1 белый конь · C1 белый слон · D1 белый советник · E1 белый король · F1 белый советник · G1 белый слон · H1 белый конь · I1 белая ладья | 7  |
| 6  | A10 чёрная ладья · B10 чёрный конь · C10 чёрный слон · D10 чёрный советник · E10 чёрный король · F10 чёрный советник · G10 чёрный слон · H10 чёрный конь · I10 чёрная ладья · B8 чёрная пушка · H8 чёрная пушка · A7 чёрная пешка · C7 чёрная пешка · E7 чёрная пешка · G7 чёрная пешка · I7 чёрная пешка · A4 белая пешка · C4 белая пешка · E4 белая пешка · G4 белая пешка · I4 белая пешка · B3 белая пушка · H3 белая пушка · A1 белая ладья · B1 белый конь · C1 белый слон · D1 белый советник · E1 белый король · F1 белый советник · G1 белый слон · H1 белый конь · I1 белая ладья | A10 чёрная ладья · B10 чёрный конь · C10 чёрный слон · D10 чёрный советник · E10 чёрный король · F10 чёрный советник · G10 чёрный слон · H10 чёрный конь · I10 чёрная ладья · B8 чёрная пушка · H8 чёрная пушка · A7 чёрная пешка · C7 чёрная пешка · E7 чёрная пешка · G7 чёрная пешка · I7 чёрная пешка · A4 белая пешка · C4 белая пешка · E4 белая пешка · G4 белая пешка · I4 белая пешка · B3 белая пушка · H3 белая пушка · A1 белая ладья · B1 белый конь · C1 белый слон · D1 белый советник · E1 белый король · F1 белый советник · G1 белый слон · H1 белый конь · I1 белая ладья | A10 чёрная ладья · B10 чёрный конь · C10 чёрный слон · D10 чёрный советник · E10 чёрный король · F10 чёрный советник · G10 чёрный слон · H10 чёрный конь · I10 чёрная ладья · B8 чёрная пушка · H8 чёрная пушка · A7 чёрная пешка · C7 чёрная пешка · E7 чёрная пешка · G7 чёрная пешка · I7 чёрная пешка · A4 белая пешка · C4 белая пешка · E4 белая пешка · G4 белая пешка · I4 белая пешка · B3 белая пушка · H3 белая пушка · A1 белая ладья · B1 белый конь · C1 белый слон · D1 белый советник · E1 белый король · F1 белый советник · G1 белый слон · H1 белый конь · I1 белая ладья | A10 чёрная ладья · B10 чёрный конь · C10 чёрный слон · D10 чёрный советник · E10 чёрный король · F10 чёрный советник · G10 чёрный слон · H10 чёрный конь · I10 чёрная ладья · B8 чёрная пушка · H8 чёрная пушка · A7 чёрная пешка · C7 чёрная пешка · E7 чёрная пешка · G7 чёрная пешка · I7 чёрная пешка · A4 белая пешка · C4 белая пешка · E4 белая пешка · G4 белая пешка · I4 белая пешка · B3 белая пушка · H3 белая пушка · A1 белая ладья · B1 белый конь · C1 белый слон · D1 белый советник · E1 белый король · F1 белый советник · G1 белый слон · H1 белый конь · I1 белая ладья | A10 чёрная ладья · B10 чёрный конь · C10 чёрный слон · D10 чёрный советник · E10 чёрный король · F10 чёрный советник · G10 чёрный слон · H10 чёрный конь · I10 чёрная ладья · B8 чёрная пушка · H8 чёрная пушка · A7 чёрная пешка · C7 чёрная пешка · E7 чёрная пешка · G7 чёрная пешка · I7 чёрная пешка · A4 белая пешка · C4 белая пешка · E4 белая пешка · G4 белая пешка · I4 белая пешка · B3 белая пушка · H3 белая пушка · A1 белая ладья · B1 белый конь · C1 белый слон · D1 белый советник · E1 белый король · F1 белый советник · G1 белый слон · H1 белый конь · I1 белая ладья | A10 чёрная ладья · B10 чёрный конь · C10 чёрный слон · D10 чёрный советник · E10 чёрный король · F10 чёрный советник · G10 чёрный слон · H10 чёрный конь · I10 чёрная ладья · B8 чёрная пушка · H8 чёрная пушка · A7 чёрная пешка · C7 чёрная пешка · E7 чёрная пешка · G7 чёрная пешка · I7 чёрная пешка · A4 белая пешка · C4 белая пешка · E4 белая пешка · G4 белая пешка · I4 белая пешка · B3 белая пушка · H3 белая пушка · A1 белая ладья · B1 белый конь · C1 белый слон · D1 белый советник · E1 белый король · F1 белый советник · G1 белый слон · H1 белый конь · I1 белая ладья | A10 чёрная ладья · B10 чёрный конь · C10 чёрный слон · D10 чёрный советник · E10 чёрный король · F10 чёрный советник · G10 чёрный слон · H10 чёрный конь · I10 чёрная ладья · B8 чёрная пушка · H8 чёрная пушка · A7 чёрная пешка · C7 чёрная пешка · E7 чёрная пешка · G7 чёрная пешка · I7 чёрная пешка · A4 белая пешка · C4 белая пешка · E4 белая пешка · G4 белая пешка · I4 белая пешка · B3 белая пушка · H3 белая пушка · A1 белая ладья · B1 белый конь · C1 белый слон · D1 белый советник · E1 белый король · F1 белый советник · G1 белый слон · H1 белый конь · I1 белая ладья | A10 чёрная ладья · B10 чёрный конь · C10 чёрный слон · D10 чёрный советник · E10 чёрный король · F10 чёрный советник · G10 чёрный слон · H10 чёрный конь · I10 чёрная ладья · B8 чёрная пушка · H8 чёрная пушка · A7 чёрная пешка · C7 чёрная пешка · E7 чёрная пешка · G7 чёрная пешка · I7 чёрная пешка · A4 белая пешка · C4 белая пешка · E4 белая пешка · G4 белая пешка · I4 белая пешка · B3 белая пушка · H3 белая пушка · A1 белая ладья · B1 белый конь · C1 белый слон · D1 белый советник · E1 белый король · F1 белый советник · G1 белый слон · H1 белый конь · I1 белая ладья | A10 чёрная ладья · B10 чёрный конь · C10 чёрный слон · D10 чёрный советник · E10 чёрный король · F10 чёрный советник · G10 чёрный слон · H10 чёрный конь · I10 чёрная ладья · B8 чёрная пушка · H8 чёрная пушка · A7 чёрная пешка · C7 чёрная пешка · E7 чёрная пешка · G7 чёрная пешка · I7 чёрная пешка · A4 белая пешка · C4 белая пешка · E4 белая пешка · G4 белая пешка · I4 белая пешка · B3 белая пушка · H3 белая пушка · A1 белая ладья · B1 белый конь · C1 белый слон · D1 белый советник · E1 белый король · F1 белый советник · G1 белый слон · H1 белый конь · I1 белая ладья | 6  |
| 5  | A10 чёрная ладья · B10 чёрный конь · C10 чёрный слон · D10 чёрный советник · E10 чёрный король · F10 чёрный советник · G10 чёрный слон · H10 чёрный конь · I10 чёрная ладья · B8 чёрная пушка · H8 чёрная пушка · A7 чёрная пешка · C7 чёрная пешка · E7 чёрная пешка · G7 чёрная пешка · I7 чёрная пешка · A4 белая пешка · C4 белая пешка · E4 белая пешка · G4 белая пешка · I4 белая пешка · B3 белая пушка · H3 белая пушка · A1 белая ладья · B1 белый конь · C1 белый слон · D1 белый советник · E1 белый король · F1 белый советник · G1 белый слон · H1 белый конь · I1 белая ладья | A10 чёрная ладья · B10 чёрный конь · C10 чёрный слон · D10 чёрный советник · E10 чёрный король · F10 чёрный советник · G10 чёрный слон · H10 чёрный конь · I10 чёрная ладья · B8 чёрная пушка · H8 чёрная пушка · A7 чёрная пешка · C7 чёрная пешка · E7 чёрная пешка · G7 чёрная пешка · I7 чёрная пешка · A4 белая пешка · C4 белая пешка · E4 белая пешка · G4 белая пешка · I4 белая пешка · B3 белая пушка · H3 белая пушка · A1 белая ладья · B1 белый конь · C1 белый слон · D1 белый советник · E1 белый король · F1 белый советник · G1 белый слон · H1 белый конь · I1 белая ладья | A10 чёрная ладья · B10 чёрный конь · C10 чёрный слон · D10 чёрный советник · E10 чёрный король · F10 чёрный советник · G10 чёрный слон · H10 чёрный конь · I10 чёрная ладья · B8 чёрная пушка · H8 чёрная пушка · A7 чёрная пешка · C7 чёрная пешка · E7 чёрная пешка · G7 чёрная пешка · I7 чёрная пешка · A4 белая пешка · C4 белая пешка · E4 белая пешка · G4 белая пешка · I4 белая пешка · B3 белая пушка · H3 белая пушка · A1 белая ладья · B1 белый конь · C1 белый слон · D1 белый советник · E1 белый король · F1 белый советник · G1 белый слон · H1 белый конь · I1 белая ладья | A10 чёрная ладья · B10 чёрный конь · C10 чёрный слон · D10 чёрный советник · E10 чёрный король · F10 чёрный советник · G10 чёрный слон · H10 чёрный конь · I10 чёрная ладья · B8 чёрная пушка · H8 чёрная пушка · A7 чёрная пешка · C7 чёрная пешка · E7 чёрная пешка · G7 чёрная пешка · I7 чёрная пешка · A4 белая пешка · C4 белая пешка · E4 белая пешка · G4 белая пешка · I4 белая пешка · B3 белая пушка · H3 белая пушка · A1 белая ладья · B1 белый конь · C1 белый слон · D1 белый советник · E1 белый король · F1 белый советник · G1 белый слон · H1 белый конь · I1 белая ладья | A10 чёрная ладья · B10 чёрный конь · C10 чёрный слон · D10 чёрный советник · E10 чёрный король · F10 чёрный советник · G10 чёрный слон · H10 чёрный конь · I10 чёрная ладья · B8 чёрная пушка · H8 чёрная пушка · A7 чёрная пешка · C7 чёрная пешка · E7 чёрная пешка · G7 чёрная пешка · I7 чёрная пешка · A4 белая пешка · C4 белая пешка · E4 белая пешка · G4 белая пешка · I4 белая пешка · B3 белая пушка · H3 белая пушка · A1 белая ладья · B1 белый конь · C1 белый слон · D1 белый советник · E1 белый король · F1 белый советник · G1 белый слон · H1 белый конь · I1 белая ладья | A10 чёрная ладья · B10 чёрный конь · C10 чёрный слон · D10 чёрный советник · E10 чёрный король · F10 чёрный советник · G10 чёрный слон · H10 чёрный конь · I10 чёрная ладья · B8 чёрная пушка · H8 чёрная пушка · A7 чёрная пешка · C7 чёрная пешка · E7 чёрная пешка · G7 чёрная пешка · I7 чёрная пешка · A4 белая пешка · C4 белая пешка · E4 белая пешка · G4 белая пешка · I4 белая пешка · B3 белая пушка · H3 белая пушка · A1 белая ладья · B1 белый конь · C1 белый слон · D1 белый советник · E1 белый король · F1 белый советник · G1 белый слон · H1 белый конь · I1 белая ладья | A10 чёрная ладья · B10 чёрный конь · C10 чёрный слон · D10 чёрный советник · E10 чёрный король · F10 чёрный советник · G10 чёрный слон · H10 чёрный конь · I10 чёрная ладья · B8 чёрная пушка · H8 чёрная пушка · A7 чёрная пешка · C7 чёрная пешка · E7 чёрная пешка · G7 чёрная пешка · I7 чёрная пешка · A4 белая пешка · C4 белая пешка · E4 белая пешка · G4 белая пешка · I4 белая пешка · B3 белая пушка · H3 белая пушка · A1 белая ладья · B1 белый конь · C1 белый слон · D1 белый советник · E1 белый король · F1 белый советник · G1 белый слон · H1 белый конь · I1 белая ладья | A10 чёрная ладья · B10 чёрный конь · C10 чёрный слон · D10 чёрный советник · E10 чёрный король · F10 чёрный советник · G10 чёрный слон · H10 чёрный конь · I10 чёрная ладья · B8 чёрная пушка · H8 чёрная пушка · A7 чёрная пешка · C7 чёрная пешка · E7 чёрная пешка · G7 чёрная пешка · I7 чёрная пешка · A4 белая пешка · C4 белая пешка · E4 белая пешка · G4 белая пешка · I4 белая пешка · B3 белая пушка · H3 белая пушка · A1 белая ладья · B1 белый конь · C1 белый слон · D1 белый советник · E1 белый король · F1 белый советник · G1 белый слон · H1 белый конь · I1 белая ладья | A10 чёрная ладья · B10 чёрный конь · C10 чёрный слон · D10 чёрный советник · E10 чёрный король · F10 чёрный советник · G10 чёрный слон · H10 чёрный конь · I10 чёрная ладья · B8 чёрная пушка · H8 чёрная пушка · A7 чёрная пешка · C7 чёрная пешка · E7 чёрная пешка · G7 чёрная пешка · I7 чёрная пешка · A4 белая пешка · C4 белая пешка · E4 белая пешка · G4 белая пешка · I4 белая пешка · B3 белая пушка · H3 белая пушка · A1 белая ладья · B1 белый конь · C1 белый слон · D1 белый советник · E1 белый король · F1 белый советник · G1 белый слон · H1 белый конь · I1 белая ладья | 5  |
| 4  | A10 чёрная ладья · B10 чёрный конь · C10 чёрный слон · D10 чёрный советник · E10 чёрный король · F10 чёрный советник · G10 чёрный слон · H10 чёрный конь · I10 чёрная ладья · B8 чёрная пушка · H8 чёрная пушка · A7 чёрная пешка · C7 чёрная пешка · E7 чёрная пешка · G7 чёрная пешка · I7 чёрная пешка · A4 белая пешка · C4 белая пешка · E4 белая пешка · G4 белая пешка · I4 белая пешка · B3 белая пушка · H3 белая пушка · A1 белая ладья · B1 белый конь · C1 белый слон · D1 белый советник · E1 белый король · F1 белый советник · G1 белый слон · H1 белый конь · I1 белая ладья | A10 чёрная ладья · B10 чёрный конь · C10 чёрный слон · D10 чёрный советник · E10 чёрный король · F10 чёрный советник · G10 чёрный слон · H10 чёрный конь · I10 чёрная ладья · B8 чёрная пушка · H8 чёрная пушка · A7 чёрная пешка · C7 чёрная пешка · E7 чёрная пешка · G7 чёрная пешка · I7 чёрная пешка · A4 белая пешка · C4 белая пешка · E4 белая пешка · G4 белая пешка · I4 белая пешка · B3 белая пушка · H3 белая пушка · A1 белая ладья · B1 белый конь · C1 белый слон · D1 белый советник · E1 белый король · F1 белый советник · G1 белый слон · H1 белый конь · I1 белая ладья | A10 чёрная ладья · B10 чёрный конь · C10 чёрный слон · D10 чёрный советник · E10 чёрный король · F10 чёрный советник · G10 чёрный слон · H10 чёрный конь · I10 чёрная ладья · B8 чёрная пушка · H8 чёрная пушка · A7 чёрная пешка · C7 чёрная пешка · E7 чёрная пешка · G7 чёрная пешка · I7 чёрная пешка · A4 белая пешка · C4 белая пешка · E4 белая пешка · G4 белая пешка · I4 белая пешка · B3 белая пушка · H3 белая пушка · A1 белая ладья · B1 белый конь · C1 белый слон · D1 белый советник · E1 белый король · F1 белый советник · G1 белый слон · H1 белый конь · I1 белая ладья | A10 чёрная ладья · B10 чёрный конь · C10 чёрный слон · D10 чёрный советник · E10 чёрный король · F10 чёрный советник · G10 чёрный слон · H10 чёрный конь · I10 чёрная ладья · B8 чёрная пушка · H8 чёрная пушка · A7 чёрная пешка · C7 чёрная пешка · E7 чёрная пешка · G7 чёрная пешка · I7 чёрная пешка · A4 белая пешка · C4 белая пешка · E4 белая пешка · G4 белая пешка · I4 белая пешка · B3 белая пушка · H3 белая пушка · A1 белая ладья · B1 белый конь · C1 белый слон · D1 белый советник · E1 белый король · F1 белый советник · G1 белый слон · H1 белый конь · I1 белая ладья | A10 чёрная ладья · B10 чёрный конь · C10 чёрный слон · D10 чёрный советник · E10 чёрный король · F10 чёрный советник · G10 чёрный слон · H10 чёрный конь · I10 чёрная ладья · B8 чёрная пушка · H8 чёрная пушка · A7 чёрная пешка · C7 чёрная пешка · E7 чёрная пешка · G7 чёрная пешка · I7 чёрная пешка · A4 белая пешка · C4 белая пешка · E4 белая пешка · G4 белая пешка · I4 белая пешка · B3 белая пушка · H3 белая пушка · A1 белая ладья · B1 белый конь · C1 белый слон · D1 белый советник · E1 белый король · F1 белый советник · G1 белый слон · H1 белый конь · I1 белая ладья | A10 чёрная ладья · B10 чёрный конь · C10 чёрный слон · D10 чёрный советник · E10 чёрный король · F10 чёрный советник · G10 чёрный слон · H10 чёрный конь · I10 чёрная ладья · B8 чёрная пушка · H8 чёрная пушка · A7 чёрная пешка · C7 чёрная пешка · E7 чёрная пешка · G7 чёрная пешка · I7 чёрная пешка · A4 белая пешка · C4 белая пешка · E4 белая пешка · G4 белая пешка · I4 белая пешка · B3 белая пушка · H3 белая пушка · A1 белая ладья · B1 белый конь · C1 белый слон · D1 белый советник · E1 белый король · F1 белый советник · G1 белый слон · H1 белый конь · I1 белая ладья | A10 чёрная ладья · B10 чёрный конь · C10 чёрный слон · D10 чёрный советник · E10 чёрный король · F10 чёрный советник · G10 чёрный слон · H10 чёрный конь · I10 чёрная ладья · B8 чёрная пушка · H8 чёрная пушка · A7 чёрная пешка · C7 чёрная пешка · E7 чёрная пешка · G7 чёрная пешка · I7 чёрная пешка · A4 белая пешка · C4 белая пешка · E4 белая пешка · G4 белая пешка · I4 белая пешка · B3 белая пушка · H3 белая пушка · A1 белая ладья · B1 белый конь · C1 белый слон · D1 белый советник · E1 белый король · F1 белый советник · G1 белый слон · H1 белый конь · I1 белая ладья | A10 чёрная ладья · B10 чёрный конь · C10 чёрный слон · D10 чёрный советник · E10 чёрный король · F10 чёрный советник · G10 чёрный слон · H10 чёрный конь · I10 чёрная ладья · B8 чёрная пушка · H8 чёрная пушка · A7 чёрная пешка · C7 чёрная пешка · E7 чёрная пешка · G7 чёрная пешка · I7 чёрная пешка · A4 белая пешка · C4 белая пешка · E4 белая пешка · G4 белая пешка · I4 белая пешка · B3 белая пушка · H3 белая пушка · A1 белая ладья · B1 белый конь · C1 белый слон · D1 белый советник · E1 белый король · F1 белый советник · G1 белый слон · H1 белый конь · I1 белая ладья | A10 чёрная ладья · B10 чёрный конь · C10 чёрный слон · D10 чёрный советник · E10 чёрный король · F10 чёрный советник · G10 чёрный слон · H10 чёрный конь · I10 чёрная ладья · B8 чёрная пушка · H8 чёрная пушка · A7 чёрная пешка · C7 чёрная пешка · E7 чёрная пешка · G7 чёрная пешка · I7 чёрная пешка · A4 белая пешка · C4 белая пешка · E4 белая пешка · G4 белая пешка · I4 белая пешка · B3 белая пушка · H3 белая пушка · A1 белая ладья · B1 белый конь · C1 белый слон · D1 белый советник · E1 белый король · F1 белый советник · G1 белый слон · H1 белый конь · I1 белая ладья | 4  |
| 3  | A10 чёрная ладья · B10 чёрный конь · C10 чёрный слон · D10 чёрный советник · E10 чёрный король · F10 чёрный советник · G10 чёрный слон · H10 чёрный конь · I10 чёрная ладья · B8 чёрная пушка · H8 чёрная пушка · A7 чёрная пешка · C7 чёрная пешка · E7 чёрная пешка · G7 чёрная пешка · I7 чёрная пешка · A4 белая пешка · C4 белая пешка · E4 белая пешка · G4 белая пешка · I4 белая пешка · B3 белая пушка · H3 белая пушка · A1 белая ладья · B1 белый конь · C1 белый слон · D1 белый советник · E1 белый король · F1 белый советник · G1 белый слон · H1 белый конь · I1 белая ладья | A10 чёрная ладья · B10 чёрный конь · C10 чёрный слон · D10 чёрный советник · E10 чёрный король · F10 чёрный советник · G10 чёрный слон · H10 чёрный конь · I10 чёрная ладья · B8 чёрная пушка · H8 чёрная пушка · A7 чёрная пешка · C7 чёрная пешка · E7 чёрная пешка · G7 чёрная пешка · I7 чёрная пешка · A4 белая пешка · C4 белая пешка · E4 белая пешка · G4 белая пешка · I4 белая пешка · B3 белая пушка · H3 белая пушка · A1 белая ладья · B1 белый конь · C1 белый слон · D1 белый советник · E1 белый король · F1 белый советник · G1 белый слон · H1 белый конь · I1 белая ладья | A10 чёрная ладья · B10 чёрный конь · C10 чёрный слон · D10 чёрный советник · E10 чёрный король · F10 чёрный советник · G10 чёрный слон · H10 чёрный конь · I10 чёрная ладья · B8 чёрная пушка · H8 чёрная пушка · A7 чёрная пешка · C7 чёрная пешка · E7 чёрная пешка · G7 чёрная пешка · I7 чёрная пешка · A4 белая пешка · C4 белая пешка · E4 белая пешка · G4 белая пешка · I4 белая пешка · B3 белая пушка · H3 белая пушка · A1 белая ладья · B1 белый конь · C1 белый слон · D1 белый советник · E1 белый король · F1 белый советник · G1 белый слон · H1 белый конь · I1 белая ладья | A10 чёрная ладья · B10 чёрный конь · C10 чёрный слон · D10 чёрный советник · E10 чёрный король · F10 чёрный советник · G10 чёрный слон · H10 чёрный конь · I10 чёрная ладья · B8 чёрная пушка · H8 чёрная пушка · A7 чёрная пешка · C7 чёрная пешка · E7 чёрная пешка · G7 чёрная пешка · I7 чёрная пешка · A4 белая пешка · C4 белая пешка · E4 белая пешка · G4 белая пешка · I4 белая пешка · B3 белая пушка · H3 белая пушка · A1 белая ладья · B1 белый конь · C1 белый слон · D1 белый советник · E1 белый король · F1 белый советник · G1 белый слон · H1 белый конь · I1 белая ладья | A10 чёрная ладья · B10 чёрный конь · C10 чёрный слон · D10 чёрный советник · E10 чёрный король · F10 чёрный советник · G10 чёрный слон · H10 чёрный конь · I10 чёрная ладья · B8 чёрная пушка · H8 чёрная пушка · A7 чёрная пешка · C7 чёрная пешка · E7 чёрная пешка · G7 чёрная пешка · I7 чёрная пешка · A4 белая пешка · C4 белая пешка · E4 белая пешка · G4 белая пешка · I4 белая пешка · B3 белая пушка · H3 белая пушка · A1 белая ладья · B1 белый конь · C1 белый слон · D1 белый советник · E1 белый король · F1 белый советник · G1 белый слон · H1 белый конь · I1 белая ладья | A10 чёрная ладья · B10 чёрный конь · C10 чёрный слон · D10 чёрный советник · E10 чёрный король · F10 чёрный советник · G10 чёрный слон · H10 чёрный конь · I10 чёрная ладья · B8 чёрная пушка · H8 чёрная пушка · A7 чёрная пешка · C7 чёрная пешка · E7 чёрная пешка · G7 чёрная пешка · I7 чёрная пешка · A4 белая пешка · C4 белая пешка · E4 белая пешка · G4 белая пешка · I4 белая пешка · B3 белая пушка · H3 белая пушка · A1 белая ладья · B1 белый конь · C1 белый слон · D1 белый советник · E1 белый король · F1 белый советник · G1 белый слон · H1 белый конь · I1 белая ладья | A10 чёрная ладья · B10 чёрный конь · C10 чёрный слон · D10 чёрный советник · E10 чёрный король · F10 чёрный советник · G10 чёрный слон · H10 чёрный конь · I10 чёрная ладья · B8 чёрная пушка · H8 чёрная пушка · A7 чёрная пешка · C7 чёрная пешка · E7 чёрная пешка · G7 чёрная пешка · I7 чёрная пешка · A4 белая пешка · C4 белая пешка · E4 белая пешка · G4 белая пешка · I4 белая пешка · B3 белая пушка · H3 белая пушка · A1 белая ладья · B1 белый конь · C1 белый слон · D1 белый советник · E1 белый король · F1 белый советник · G1 белый слон · H1 белый конь · I1 белая ладья | A10 чёрная ладья · B10 чёрный конь · C10 чёрный слон · D10 чёрный советник · E10 чёрный король · F10 чёрный советник · G10 чёрный слон · H10 чёрный конь · I10 чёрная ладья · B8 чёрная пушка · H8 чёрная пушка · A7 чёрная пешка · C7 чёрная пешка · E7 чёрная пешка · G7 чёрная пешка · I7 чёрная пешка · A4 белая пешка · C4 белая пешка · E4 белая пешка · G4 белая пешка · I4 белая пешка · B3 белая пушка · H3 белая пушка · A1 белая ладья · B1 белый конь · C1 белый слон · D1 белый советник · E1 белый король · F1 белый советник · G1 белый слон · H1 белый конь · I1 белая ладья | A10 чёрная ладья · B10 чёрный конь · C10 чёрный слон · D10 чёрный советник · E10 чёрный король · F10 чёрный советник · G10 чёрный слон · H10 чёрный конь · I10 чёрная ладья · B8 чёрная пушка · H8 чёрная пушка · A7 чёрная пешка · C7 чёрная пешка · E7 чёрная пешка · G7 чёрная пешка · I7 чёрная пешка · A4 белая пешка · C4 белая пешка · E4 белая пешка · G4 белая пешка · I4 белая пешка · B3 белая пушка · H3 белая пушка · A1 белая ладья · B1 белый конь · C1 белый слон · D1 белый советник · E1 белый король · F1 белый советник · G1 белый слон · H1 белый конь · I1 белая ладья | 3  |
| 2  | A10 чёрная ладья · B10 чёрный конь · C10 чёрный слон · D10 чёрный советник · E10 чёрный король · F10 чёрный советник · G10 чёрный слон · H10 чёрный конь · I10 чёрная ладья · B8 чёрная пушка · H8 чёрная пушка · A7 чёрная пешка · C7 чёрная пешка · E7 чёрная пешка · G7 чёрная пешка · I7 чёрная пешка · A4 белая пешка · C4 белая пешка · E4 белая пешка · G4 белая пешка · I4 белая пешка · B3 белая пушка · H3 белая пушка · A1 белая ладья · B1 белый конь · C1 белый слон · D1 белый советник · E1 белый король · F1 белый советник · G1 белый слон · H1 белый конь · I1 белая ладья | A10 чёрная ладья · B10 чёрный конь · C10 чёрный слон · D10 чёрный советник · E10 чёрный король · F10 чёрный советник · G10 чёрный слон · H10 чёрный конь · I10 чёрная ладья · B8 чёрная пушка · H8 чёрная пушка · A7 чёрная пешка · C7 чёрная пешка · E7 чёрная пешка · G7 чёрная пешка · I7 чёрная пешка · A4 белая пешка · C4 белая пешка · E4 белая пешка · G4 белая пешка · I4 белая пешка · B3 белая пушка · H3 белая пушка · A1 белая ладья · B1 белый конь · C1 белый слон · D1 белый советник · E1 белый король · F1 белый советник · G1 белый слон · H1 белый конь · I1 белая ладья | A10 чёрная ладья · B10 чёрный конь · C10 чёрный слон · D10 чёрный советник · E10 чёрный король · F10 чёрный советник · G10 чёрный слон · H10 чёрный конь · I10 чёрная ладья · B8 чёрная пушка · H8 чёрная пушка · A7 чёрная пешка · C7 чёрная пешка · E7 чёрная пешка · G7 чёрная пешка · I7 чёрная пешка · A4 белая пешка · C4 белая пешка · E4 белая пешка · G4 белая пешка · I4 белая пешка · B3 белая пушка · H3 белая пушка · A1 белая ладья · B1 белый конь · C1 белый слон · D1 белый советник · E1 белый король · F1 белый советник · G1 белый слон · H1 белый конь · I1 белая ладья | A10 чёрная ладья · B10 чёрный конь · C10 чёрный слон · D10 чёрный советник · E10 чёрный король · F10 чёрный советник · G10 чёрный слон · H10 чёрный конь · I10 чёрная ладья · B8 чёрная пушка · H8 чёрная пушка · A7 чёрная пешка · C7 чёрная пешка · E7 чёрная пешка · G7 чёрная пешка · I7 чёрная пешка · A4 белая пешка · C4 белая пешка · E4 белая пешка · G4 белая пешка · I4 белая пешка · B3 белая пушка · H3 белая пушка · A1 белая ладья · B1 белый конь · C1 белый слон · D1 белый советник · E1 белый король · F1 белый советник · G1 белый слон · H1 белый конь · I1 белая ладья | A10 чёрная ладья · B10 чёрный конь · C10 чёрный слон · D10 чёрный советник · E10 чёрный король · F10 чёрный советник · G10 чёрный слон · H10 чёрный конь · I10 чёрная ладья · B8 чёрная пушка · H8 чёрная пушка · A7 чёрная пешка · C7 чёрная пешка · E7 чёрная пешка · G7 чёрная пешка · I7 чёрная пешка · A4 белая пешка · C4 белая пешка · E4 белая пешка · G4 белая пешка · I4 белая пешка · B3 белая пушка · H3 белая пушка · A1 белая ладья · B1 белый конь · C1 белый слон · D1 белый советник · E1 белый король · F1 белый советник · G1 белый слон · H1 белый конь · I1 белая ладья | A10 чёрная ладья · B10 чёрный конь · C10 чёрный слон · D10 чёрный советник · E10 чёрный король · F10 чёрный советник · G10 чёрный слон · H10 чёрный конь · I10 чёрная ладья · B8 чёрная пушка · H8 чёрная пушка · A7 чёрная пешка · C7 чёрная пешка · E7 чёрная пешка · G7 чёрная пешка · I7 чёрная пешка · A4 белая пешка · C4 белая пешка · E4 белая пешка · G4 белая пешка · I4 белая пешка · B3 белая пушка · H3 белая пушка · A1 белая ладья · B1 белый конь · C1 белый слон · D1 белый советник · E1 белый король · F1 белый советник · G1 белый слон · H1 белый конь · I1 белая ладья | A10 чёрная ладья · B10 чёрный конь · C10 чёрный слон · D10 чёрный советник · E10 чёрный король · F10 чёрный советник · G10 чёрный слон · H10 чёрный конь · I10 чёрная ладья · B8 чёрная пушка · H8 чёрная пушка · A7 чёрная пешка · C7 чёрная пешка · E7 чёрная пешка · G7 чёрная пешка · I7 чёрная пешка · A4 белая пешка · C4 белая пешка · E4 белая пешка · G4 белая пешка · I4 белая пешка · B3 белая пушка · H3 белая пушка · A1 белая ладья · B1 белый конь · C1 белый слон · D1 белый советник · E1 белый король · F1 белый советник · G1 белый слон · H1 белый конь · I1 белая ладья | A10 чёрная ладья · B10 чёрный конь · C10 чёрный слон · D10 чёрный советник · E10 чёрный король · F10 чёрный советник · G10 чёрный слон · H10 чёрный конь · I10 чёрная ладья · B8 чёрная пушка · H8 чёрная пушка · A7 чёрная пешка · C7 чёрная пешка · E7 чёрная пешка · G7 чёрная пешка · I7 чёрная пешка · A4 белая пешка · C4 белая пешка · E4 белая пешка · G4 белая пешка · I4 белая пешка · B3 белая пушка · H3 белая пушка · A1 белая ладья · B1 белый конь · C1 белый слон · D1 белый советник · E1 белый король · F1 белый советник · G1 белый слон · H1 белый конь · I1 белая ладья | A10 чёрная ладья · B10 чёрный конь · C10 чёрный слон · D10 чёрный советник · E10 чёрный король · F10 чёрный советник · G10 чёрный слон · H10 чёрный конь · I10 чёрная ладья · B8 чёрная пушка · H8 чёрная пушка · A7 чёрная пешка · C7 чёрная пешка · E7 чёрная пешка · G7 чёрная пешка · I7 чёрная пешка · A4 белая пешка · C4 белая пешка · E4 белая пешка · G4 белая пешка · I4 белая пешка · B3 белая пушка · H3 белая пушка · A1 белая ладья · B1 белый конь · C1 белый слон · D1 белый советник · E1 белый король · F1 белый советник · G1 белый слон · H1 белый конь · I1 белая ладья | 2  |
| 1  | A10 чёрная ладья · B10 чёрный конь · C10 чёрный слон · D10 чёрный советник · E10 чёрный король · F10 чёрный советник · G10 чёрный слон · H10 чёрный конь · I10 чёрная ладья · B8 чёрная пушка · H8 чёрная пушка · A7 чёрная пешка · C7 чёрная пешка · E7 чёрная пешка · G7 чёрная пешка · I7 чёрная пешка · A4 белая пешка · C4 белая пешка · E4 белая пешка · G4 белая пешка · I4 белая пешка · B3 белая пушка · H3 белая пушка · A1 белая ладья · B1 белый конь · C1 белый слон · D1 белый советник · E1 белый король · F1 белый советник · G1 белый слон · H1 белый конь · I1 белая ладья | A10 чёрная ладья · B10 чёрный конь · C10 чёрный слон · D10 чёрный советник · E10 чёрный король · F10 чёрный советник · G10 чёрный слон · H10 чёрный конь · I10 чёрная ладья · B8 чёрная пушка · H8 чёрная пушка · A7 чёрная пешка · C7 чёрная пешка · E7 чёрная пешка · G7 чёрная пешка · I7 чёрная пешка · A4 белая пешка · C4 белая пешка · E4 белая пешка · G4 белая пешка · I4 белая пешка · B3 белая пушка · H3 белая пушка · A1 белая ладья · B1 белый конь · C1 белый слон · D1 белый советник · E1 белый король · F1 белый советник · G1 белый слон · H1 белый конь · I1 белая ладья | A10 чёрная ладья · B10 чёрный конь · C10 чёрный слон · D10 чёрный советник · E10 чёрный король · F10 чёрный советник · G10 чёрный слон · H10 чёрный конь · I10 чёрная ладья · B8 чёрная пушка · H8 чёрная пушка · A7 чёрная пешка · C7 чёрная пешка · E7 чёрная пешка · G7 чёрная пешка · I7 чёрная пешка · A4 белая пешка · C4 белая пешка · E4 белая пешка · G4 белая пешка · I4 белая пешка · B3 белая пушка · H3 белая пушка · A1 белая ладья · B1 белый конь · C1 белый слон · D1 белый советник · E1 белый король · F1 белый советник · G1 белый слон · H1 белый конь · I1 белая ладья | A10 чёрная ладья · B10 чёрный конь · C10 чёрный слон · D10 чёрный советник · E10 чёрный король · F10 чёрный советник · G10 чёрный слон · H10 чёрный конь · I10 чёрная ладья · B8 чёрная пушка · H8 чёрная пушка · A7 чёрная пешка · C7 чёрная пешка · E7 чёрная пешка · G7 чёрная пешка · I7 чёрная пешка · A4 белая пешка · C4 белая пешка · E4 белая пешка · G4 белая пешка · I4 белая пешка · B3 белая пушка · H3 белая пушка · A1 белая ладья · B1 белый конь · C1 белый слон · D1 белый советник · E1 белый король · F1 белый советник · G1 белый слон · H1 белый конь · I1 белая ладья | A10 чёрная ладья · B10 чёрный конь · C10 чёрный слон · D10 чёрный советник · E10 чёрный король · F10 чёрный советник · G10 чёрный слон · H10 чёрный конь · I10 чёрная ладья · B8 чёрная пушка · H8 чёрная пушка · A7 чёрная пешка · C7 чёрная пешка · E7 чёрная пешка · G7 чёрная пешка · I7 чёрная пешка · A4 белая пешка · C4 белая пешка · E4 белая пешка · G4 белая пешка · I4 белая пешка · B3 белая пушка · H3 белая пушка · A1 белая ладья · B1 белый конь · C1 белый слон · D1 белый советник · E1 белый король · F1 белый советник · G1 белый слон · H1 белый конь · I1 белая ладья | A10 чёрная ладья · B10 чёрный конь · C10 чёрный слон · D10 чёрный советник · E10 чёрный король · F10 чёрный советник · G10 чёрный слон · H10 чёрный конь · I10 чёрная ладья · B8 чёрная пушка · H8 чёрная пушка · A7 чёрная пешка · C7 чёрная пешка · E7 чёрная пешка · G7 чёрная пешка · I7 чёрная пешка · A4 белая пешка · C4 белая пешка · E4 белая пешка · G4 белая пешка · I4 белая пешка · B3 белая пушка · H3 белая пушка · A1 белая ладья · B1 белый конь · C1 белый слон · D1 белый советник · E1 белый король · F1 белый советник · G1 белый слон · H1 белый конь · I1 белая ладья | A10 чёрная ладья · B10 чёрный конь · C10 чёрный слон · D10 чёрный советник · E10 чёрный король · F10 чёрный советник · G10 чёрный слон · H10 чёрный конь · I10 чёрная ладья · B8 чёрная пушка · H8 чёрная пушка · A7 чёрная пешка · C7 чёрная пешка · E7 чёрная пешка · G7 чёрная пешка · I7 чёрная пешка · A4 белая пешка · C4 белая пешка · E4 белая пешка · G4 белая пешка · I4 белая пешка · B3 белая пушка · H3 белая пушка · A1 белая ладья · B1 белый конь · C1 белый слон · D1 белый советник · E1 белый король · F1 белый советник · G1 белый слон · H1 белый конь · I1 белая ладья | A10 чёрная ладья · B10 чёрный конь · C10 чёрный слон · D10 чёрный советник · E10 чёрный король · F10 чёрный советник · G10 чёрный слон · H10 чёрный конь · I10 чёрная ладья · B8 чёрная пушка · H8 чёрная пушка · A7 чёрная пешка · C7 чёрная пешка · E7 чёрная пешка · G7 чёрная пешка · I7 чёрная пешка · A4 белая пешка · C4 белая пешка · E4 белая пешка · G4 белая пешка · I4 белая пешка · B3 белая пушка · H3 белая пушка · A1 белая ладья · B1 белый конь · C1 белый слон · D1 белый советник · E1 белый король · F1 белый советник · G1 белый слон · H1 белый конь · I1 белая ладья | A10 чёрная ладья · B10 чёрный конь · C10 чёрный слон · D10 чёрный советник · E10 чёрный король · F10 чёрный советник · G10 чёрный слон · H10 чёрный конь · I10 чёрная ладья · B8 чёрная пушка · H8 чёрная пушка · A7 чёрная пешка · C7 чёрная пешка · E7 чёрная пешка · G7 чёрная пешка · I7 чёрная пешка · A4 белая пешка · C4 белая пешка · E4 белая пешка · G4 белая пешка · I4 белая пешка · B3 белая пушка · H3 белая пушка · A1 белая ладья · B1 белый конь · C1 белый слон · D1 белый советник · E1 белый король · F1 белый советник · G1 белый слон · H1 белый конь · I1 белая ладья | 1  |
|    | A | B | C | D | E | F | G | H | I |    |

Организацией развития сянци в мировом масштабе с конца XX века занимается Всемирная федерация сянци (WXF), координирующая деятельность Китайской ассоциации сянци (CXA), Азиатской федерации сянци (AXF), Европейской федерации сянци (EXF) и других главных организаций данной сферы. Существуют европеизированные варианты досок (10 × 9) и фигур сянци.